# 居中蹄盖蕨
居中蹄盖蕨（学名：Athyrium interjectum）为蹄盖蕨科蹄盖蕨属下的一个种。

## 扩展阅读
- 維基物種上的相關：居中蹄盖蕨